# The Madness
The Madness es una miniserie estadounidense de suspenso, conspiración y acción creada por Stephen Belber para Netflix. Colman Domingo interpreta a un comentarista de medios que debe limpiar su nombre después de tropezar accidentalmente con un asesinato en el bosque. La serie se estrenó el 28 de noviembre de 2024, con ocho episodios.

## Argumento
Muncie Daniels, un experto en medios de comunicación, debe limpiar su nombre después de descubrir un asesinato en las montañas Pocono. Para sobrevivir, debe reconectarse con su familia distanciada y sus ideales perdidos.

## Personajes
- Colman Domingo como Muncie Daniels.
- Marsha Stephanie Blake como Elena Daniels.
- John Ortiz como Franco Quiñones.
- Tamsin Topolski como Lucie Snipes.
- Thaddeus J. Mixson como Demetrio.
- Gabrielle Graham como Kallie.

## Recepción
El agregador de reseñas Rotten Tomatoes muestra una calificación de aprobación del 74% con una calificación promedio de 7/10, basada en veintitrés críticas. El consenso de los críticos del sitio web dice: «La actuación imponente de Colman Domingo suaviza el descenso ocasional de ‘The Madness’ hacia el didactismo político, lo que la convierte en un misterio que vale la pena investigar». Metacritic; que utiliza un promedio ponderado, asignó una puntuación de 65 sobre 100 basada en 19 críticos, lo que indica críticas «generalmente favorables».